# UCI-Trial-Weltmeisterschaften 2021
Die UCI-Trial-Weltmeisterschaften 2021 (UCI Trial World Championships) wurden vom 1. bis 5. September 2021 in Vic ausgetragen, um die Weltmeister im Fahrrad-Trial zu ermitteln.
Seit 2017 sind die Weltmeisterschaftswettbewerbe im Fahrrad-Trial Teil der Urban-Cycling-Weltmeisterschaften. 2020 konnten diese wegen der Covid-19-Pandemie nicht stattfinden, und 2021 sahen sich die Veranstalter in Montpellier aufgrund der noch immer geltenden Restriktionen außerstande, die Urban-Cycling-WM im geplanten Umfang durchzuführen. Daher wurden die Trial-Wettkämpfe ausnahmsweise als eigenständige Veranstaltung durchgeführt und an Vic in Katalonien vergeben. Schauplatz war der permanente Parcours Mas de Bigues, der 2010 eingeweiht worden war.

## Wettbewerbe
Im Rahmen der Weltmeisterschaften wurden folgende Wettbewerbe ausgetragen:
- Männer Elite 20 Zoll
- Männer Junioren 20 Zoll
- Männer Elite 26 Zoll
- Männer Junioren 26 Zoll
- Frauen
- Teamwettbewerb (Nationalmannschaften)

## Ergebnisse
| Wettbewerb           | Gold                                                                             | Silber                                                                                | Bronze                                                                 |
| -------------------- | -------------------------------------------------------------------------------- | ------------------------------------------------------------------------------------- | ---------------------------------------------------------------------- |
| Männer Elite 20 Zoll | Borja Conejos                                                                    | Eloi Palau                                                                            | Alejandro Montalvo                                                     |
| Junioren 20 Zoll     | Martí Riera                                                                      | Loris Gonzalez                                                                        | Nil Benítez                                                            |
| Männer Elite 26 Zoll | Jack Carthy                                                                      | Julen Saenz                                                                           | Vincent Hermance                                                       |
| Junioren 26 Zoll     | Daniel Cegarra                                                                   | Tomas Veprek                                                                          | Vojtech Kalas                                                          |
| Frauen offene Klasse | Vera Barón                                                                       | Nina Reichenbach                                                                      | Manon Basseville                                                       |
| Mannschaft           | Spanien Alejandro Montalvo Toni Guillén Sergi Llongueras Daniel Barón Vera Barón | Frankreich Nicolas Vallée Louis Grillon Manon Basseville Charles Chibaudel Thomas Jeu | Deutschland Dominik Oswald Oliver Widmann Nina Reichenbach Jan Welte — |